# Veronica cretacea
Veronica cretacea är en grobladsväxtart som beskrevs av V.M. Ostapko. Veronica cretacea ingår i släktet veronikor, och familjen grobladsväxter. Inga underarter finns listade i Catalogue of Life.